# 西迪布赛义德
西迪布赛义德（阿拉伯语：‎ⓘ）也简称为西迪布塞，是突尼西亞北部一座滨海小镇，位于首都突尼斯市东北20公里。是一座著名的旅游胜地，小镇上充满西班牙和阿拉伯风格的建筑，房屋大部分表面被涂成白色，窗户涂为蓝色，故也被称为“蓝白小镇”（法語：petit paradis blanc et bleu）。
在伊斯蘭音樂史上有著非常重要的畫家與音樂家Rodolphe d'Erlanger的建議之下，這座小鎮塗上塗上藍白色的顏色，此地区的建筑也是环地中海地区安达鲁西亚建筑的一个象征。